# آر. سميث سيمبسون
آر. سميث سيمبسون (بالإنجليزية: R. Smith Simpson)‏ هو دبلوماسي أمريكي، ولد في 9 نوفمبر 1906، وتوفي في 5 سبتمبر 2010.